# Stulpicani
Stulpicani – wieś w Rumunii, w okręgu Suczawa, w gminie Stulpicani. W 2011 roku liczyła 2807 mieszkańców. 